# Tiefland (Film)
Tiefland ist eine zwischen 1940 und 1944 erfolgte Verfilmung der gleichnamigen Oper aus dem Jahr 1903 von Eugen d’Albert und Rudolf Lothar. Produzentin, Regisseurin und Hauptdarstellerin war Leni Riefenstahl.

## Handlung
Die Pyrenäen zur Jahrhundertwende: Der Schafhirte Pedro lebt hoch oben in den Bergen. Seine Herde wird von Wölfen bedroht. Eines Tages gelingt es ihm, einen der Wölfe zu fangen und mit bloßen Händen zu erwürgen. Als er seinem Herrn Don Sebastian stolz das Wolfsfell zeigt, beachtet dieser es gar nicht. Der Marqués de Roccabruna ist ein herrischer, kaltherziger und hochmütiger Mann. Den Bach, der Felder und Tiere der Bauern der Umgebung versorgt, lässt er kurzerhand umleiten, um ihn ausschließlich für die Zucht seiner Kampfstiere zu nutzen. Dadurch fällt immer häufiger die Ernte aus, und die Bauern können ihre Pacht nicht mehr bezahlen.
Eines Tages lernt Pedro im Wirtshaus die feurige Tänzerin Martha kennen, und sein Herz ist rasch entflammt. Auch Sebastian hat ein Auge auf die Betteltänzerin geworfen und lädt sie auf sein Castillo ein, um sie zu seiner Geliebten zu machen. Dabei hatte er eigentlich geplant, aus sehr eigennützigen Gründen die äußerst wohlhabende Amelia zu heiraten. Derweil nimmt die Not der Bauern derart überhand, dass diese zu rebellieren beginnen. Zuerst zerstören sie Sebastians Wehr, mit dem er das von ihnen so dringend benötigte Wasser zu seiner Stierzucht umleiten ließ. Auch Martha lässt das Elend der armen Menschen nicht kalt. Sie schenkt dem Müller und dessen Frau eine Kette, die sie als Liebesgabe von Don Sebastian erhalten hatte, damit der Müller wenigstens seine Pacht bezahlen kann.
Vor Zorn schlägt Don Sebastian daraufhin Martha nieder und verjagt die Müllersleute. Martha ist indes in die Berge geflohen, wo Pedro sie findet und bei sich in seiner Hütte aufnimmt. Doch bald machen Sebastians Leute Marthas Versteck ausfindig und bringen das Mädchen zurück zu ihrem Herrn. Als Amelia von Sebastians Liaison erfährt, macht auch sie Druck. Er solle sich von der Betteltänzerin trennen, oder sie verlange einen entscheidenden Wechsel, den sie zugunsten Sebastians ausgestellt hatte, zurück. Sebastians Verwalter Camillo hat eine Idee: Warum soll Pedro das Mädchen nicht zum Schein heiraten, und beide ziehen in die nunmehr freistehende Mühle im Tiefland, ganz in die Nähe des Schlosses des Marqués? Und so geschieht es. Martha ist über dieses Arrangement mehr als unglücklich, zumal sie erkennt, dass Pedro, der eigentlich lieber in seinen Bergen leben würde, sie aufrichtig liebt.
Nach der Verehelichung mit Amelia kommt Sebastian in der Mühle vorbei, um seine Ansprüche seiner Geliebten gegenüber einzufordern. Martha wehrt sich heftig, und ihr Ehemann kommt dem Mädchen augenblicklich zur Hilfe. Daraufhin versucht Don Sebastian bei einem Unwetter, ins Freie zu fliehen, wird aber von einer aufmarschierenden Schar hungernder und wütender Bauern, die endlich mit ihm abrechnen wollen, aufgehalten. Pedro kommt hinzu und erledigt den verhassten Patron auf die gleiche Weise wie einst den Wolf. Pedro und Martha kehren anschließend in die Berge zurück.

## Produktion

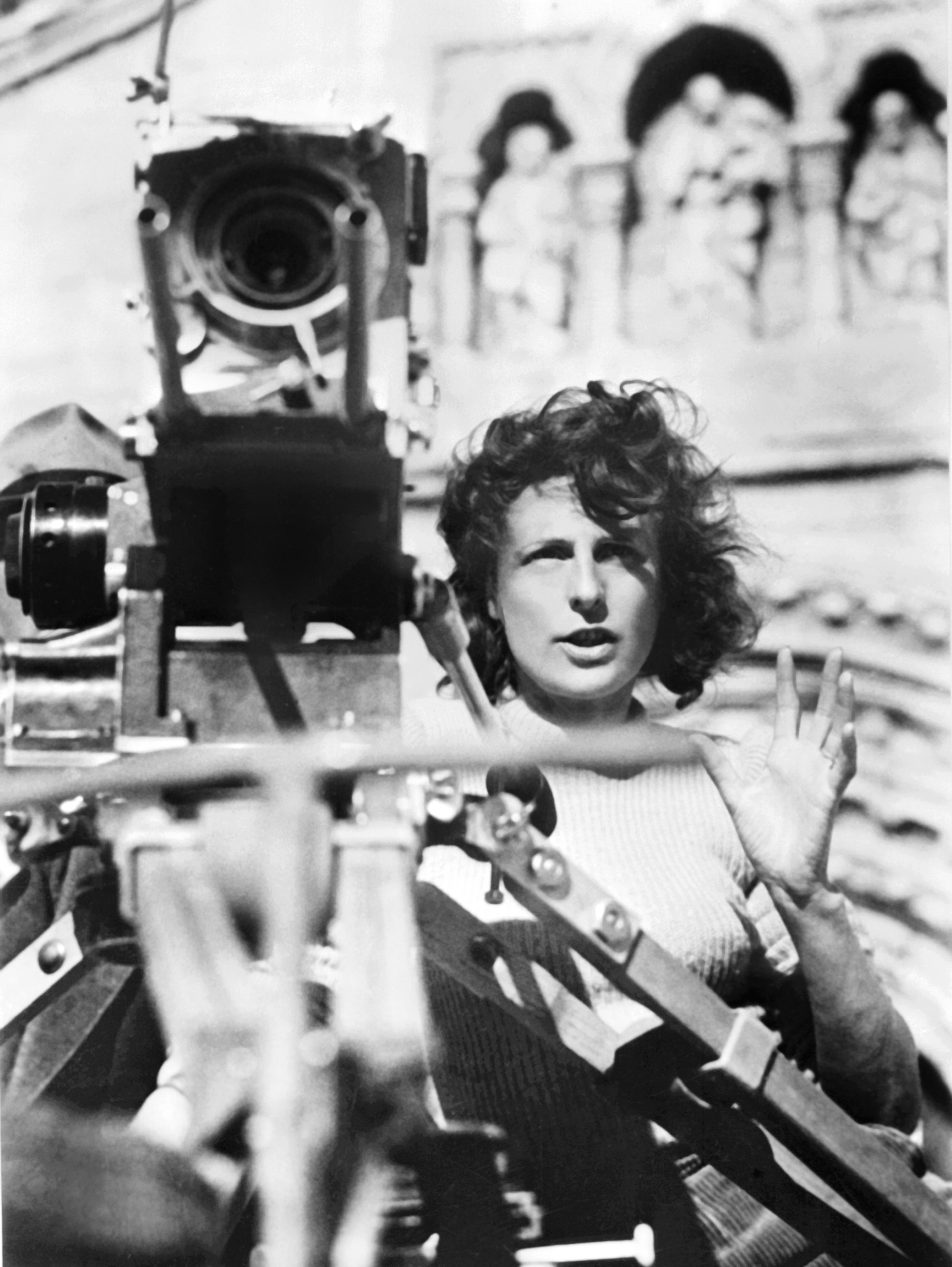
Riefenstahl inszeniert (1940)

Die Dreharbeiten begannen am 1. August 1940 mit Außenaufnahmen, die in der Folgezeit nahe Mittenwald, in Maxglan bei Salzburg, in Krün bei Garmisch-Partenkirchen und 1942 in den Dolomiten abgedreht wurden. Ab dem 2. Januar 1942 wurde in den Tobis-Filmateliers von Berlin-Johannisthal, der UFA-Stadt in Babelsberg und 1944, um den Bombardements auf das Reichsgebiet zu entgehen, in den Barrandov-Ateliers in Prag gedreht. Drehschluss war gegen Ende des Jahres 1944. Im Frühjahr 1945 befand sich der Film im Stadium der Musiksynchronisation, die in Kitzbühel vorgenommen wurde, wohin sich Riefenstahl zu diesem Zeitpunkt zurückgezogen hatte. Die Uraufführung des Films verschob sich durch das Kriegsende im Mai 1945 auf unbestimmte Zeit. Das Material gelangte in die Hände der französischen Besatzungsmacht, die es bis 1953 unter Verschluss hielt und erst dann freigab. So verspätete sich die Welturaufführung von Tiefland, nachdem der Film die FSK am 21. Dezember 1953 passiert hatte, auf den 11. Februar 1954 in Stuttgart.
Der Film war die letzte vollendete Spielfilmregie Riefenstahls. Als Assistent diente ihr Harald Reinl, als „künstlerischer Mitarbeiter“ wurde der Schauspieler Mathias Wieman genannt.
Vor dem Zweiten Weltkrieg gab es bei der Tobis Planungen, den Film von Hans Steinhoff inszenieren zu lassen. Am 1. Februar 1940 vermeldete der Film-Kurier, dass Leni Riefenstahl die Regie übernehmen werde.
Für die weibliche Hauptrolle hatte Leni Riefenstahl nach eigenem Bekunden bei Hilde Krahl und Brigitte Horney angefragt, die jedoch beide absagten. Schließlich spielte sie selbst die Martha, obwohl sie eigentlich schon zu alt für diese Rolle war.
Der gebürtige Österreicher Louis Rainer (auch Luis Rainer, 1885–1963) (Rolle des Hirten Nando), durch seinen Südtiroler Geburtsort nach 1918 italienischer Staatsbürger geworden, durfte im NS-Staat lange Zeit nur mit Sondergenehmigung spielen. Als Ausländer unterlag er einerseits der von den Nationalsozialisten eingeführten sogenannten „Kontingentpflicht“, andererseits war er mit einer nach den NS-Rassengesetzen als Volljüdin eingestuften Frau verheiratet. Rainer beugte sich schließlich dem staatlichen Druck und kam noch während der Dreharbeiten zu Tiefland den Forderungen nach: 1941 nahm er die deutsche Staatsbürgerschaft an und ließ sich im Jahr darauf von seiner jüdischen Ehefrau scheiden. Nach dem Krieg ließ sich Rainer in der Schweiz (im Tessin) nieder, wo er auch starb.
Die Filmbauten schufen Erich Grave und Isabella Ploberger, die hier unter ihrem Lehrer Grave ihr Filmdebüt gab. Als Produktionsleiter arbeiteten Max Hüske und Walter Traut. Bernhard Grzimek zeichnete für das Training der Wölfe verantwortlich.
Die 1948 verstorbene Maria Koppenhöfer musste für die 1954er Uraufführung von Till Klockow nachsynchronisiert werden.
Wie in Deutschland wurde der Film 1954 auch in Österreich erstmals gezeigt. In den Vereinigten Staaten erlebte der Riefenstahl-Film erst 1981 seine Aufführung, wo er in New York City in der Originalfassung mit englischen Untertiteln gezeigt wurde.
Bereits 1922 hatte Adolf E. Licho eine nahezu unbekannt gebliebene Stummfilmversion dieses Stoffes gedreht.

## Zwangsrekrutierung von Sinti und Roma und juristische Auseinandersetzungen in der Nachkriegszeit
Riefenstahl zwangsrekrutierte für Tiefland über einhundert Sinti aus dem NS-Zwangslager Maxglan in der Kendlersiedlung bei Salzburg. Die Regisseurin organisierte „südländisch“ wirkende Häftlinge für die spanische Statisterie.
Der Verleger Helmut Kindler, der diesen Fall kurz nach Kriegsende zur Sprache brachte, wurde dafür von Leni Riefenstahl verklagt und 1949 vom Amtsgericht München wegen übler Nachrede verurteilt. Obwohl Riefenstahl wusste, dass die Häftlinge später zur Ermordung ins „Zigeunerlager Auschwitz“ gebracht werden sollten, leugnete sie dies noch am 27. April 2002 bei einem Interview mit der Frankfurter Rundschau.
Neben den Roma aus dem Zigeunerlager Maxglan setzte Riefenstahl auch Sinti aus dem Zwangslager Berlin-Marzahn Rastplatz ein. Als die Riefenstahl-Film GmbH am 6. April 1943 die für Juden und „Zigeuner“ fällige Sonderausgleichsabgabe für 68 Berliner Sinti zahlte, waren diese schon seit März ins „Zigeunerlager Auschwitz“ deportiert.
Die Regisseurin Nina Gladitz griff dieses dunkle Kapitel in ihrer 1982 im WDR ausgestrahlten Dokumentation Zeit des Schweigens und der Dunkelheit auf. Dagegen klagte Riefenstahl. Kernpunkt der gerichtlichen Auseinandersetzung war die Behauptung von Nina Gladitz, Leni Riefenstahl habe für Tiefland als Komparsen Zigeuner aus dem Konzentrationslager Maxglan (Österreich) „zwangsverpflichtet“ und ihnen versprochen, sich für sie zu verwenden, um sie dann aber ihrem Schicksal zu überlassen. „Für viele hieß das Ende Auschwitz, nur wenige überlebten.“ Gladitz gewann das Verfahren in drei von vier Anklagepunkten. Lediglich in einem Punkt, nämlich dass Riefenstahl nicht gewusst habe, was mit den Statisten nach den Dreharbeiten passieren würde, wurde der Regisseurin recht gegeben, da man ihr das Gegenteil nicht nachweisen konnte. Noch zum Zeitpunkt ihres 100. Geburtstages war der Fall Tiefland und die Zwangsrekrutierung Gegenstand juristischer Auseinandersetzungen mit Riefenstahl.
Die Kleinstdarsteller Rosa Kerndlbacher (später verehelichte Winter) und Zäzilia Reinhardt wirkten, obwohl nicht in der Besetzungsliste angegeben, in Tiefland mit. Dabei handelt es sich um zwei der namentlich bekannten Sinti, die von Riefenstahl für die Dreharbeiten aus dem „Zigeunerlager“ Maxglan angefordert wurden, um als Statistinnen „spanische“ Mädchen darzustellen. Auch der Komparse Josef Reinhardt gehörte zu den Tiefland-Überlebenden des „Zigeunerlagers“. In der Uraufführungsfassung sind nahezu sämtliche Szenen, in denen die Zwangsrekrutierten auftauchen, getilgt worden.
Der Film wurde mit sechs bis sieben Millionen Reichsmark durch die nationalsozialistische Filmpolitik gefördert. Nach Angaben verschiedener Biografen hat Adolf Hitler den Stoff persönlich sehr geschätzt; er selbst soll die millionenhohe Förderung aus dem Staatsetat angewiesen haben. Tiefland war mit rund 8,5 Millionen Reichsmark Produktionskosten, für die Riefenstahl eigener Aussage zufolge selbst eigenes Vermögen in Millionenhöhe investierte, der teuerste Schwarzweißfilm, der im NS-Staat produziert wurde.
Riefenstahl behauptete, der Film Tiefland habe sie „acht Verhaftungen gekostet...vier Entnazifizierungen, Irrenhaus, eine Gerichtsverhandlung, Nervenzusammenbrüche, schwere Krankheit und die Millionen“, die sie mit ihren vorherigen Filmen verdient hätte.

## Kritiken
Das Lexikon des Internationalen Films schrieb über Tiefland: „Optisch und musikalisch bisweilen stimmungsvoll, jedoch mit frisiertem Pathos überaus langweilig. Einer der vielen Mängel: Regisseurin, Autorin und Produzentin Leni Riefenstahl deplaziert sich in der weiblichen Hauptrolle“
Das große Personenlexikon des Films erinnerte vor allem an die Spätfolgen von Tiefland, d. h. an das langwierige juristische Nachspiel: „Wegen angeblicher Mißhandlung von mitwirkenden Zigeunern, die für den Film zeitweise die Konzentrationslager verlassen durften und für die sich Leni Riefenstahl entgegen ihren Versprechungen nicht eingesetzt haben soll, geriet der Film ins Zwielicht und wurde Gegenstand eines […] Prozesses.“
Der französische Journalist Georges Sadoul bezeichnete den Film, der sich „hart an den Grenzen des Lächerlichen“ bewege, als „medioker, sadistisch“ und „bombastisch“.
Die deutsche Regisseurin Nina Gladitz sah in dem Film eine Allegorie auf den Holocaust, also die Vernichtung der Juden.

## Rezeption in anderen Werken
Im 2023 erschienenen Roman Lichtspiel von Daniel Kehlmann wird der Regisseur Georg Wilhelm Pabst gezwungen, sich an den Dreharbeiten zu beteiligen. Dabei handelt es sich um eine Fiktion des Autors.